# Frances Perkins
Fannie Coralie Perkins (Boston, 10 de abril de 1880 — Nova Iorque, 14 de maio de 1965), mais conhecida como Frances Perkins, foi uma socióloga e política americana que serviu como Secretária do Trabalho dos Estados Unidos entre 1933 e 1945, sendo a pessoa que ficou por mais tempo nessa posição em toda a história do país, além disso, também foi a primeira mulher nomeada para o Gabinete Presidencial dos Estados Unidos. Como fiel apoiadora de sua amiga, a popular primeira-dama Eleanor Roosevelt, ela ajudou a levar o movimento trabalhista para a coalizão do New Deal. Ela e o Secretário do Interior, Harold L. Ickes, foram os únicos membros originais do gabinete de Franklin Delano Roosevelt que permaneceram no cargo durante toda a sua presidência.
Durante seu mandato como Secretária do Trabalho, Perkins foi fundamental na formação de muitos aspectos do New Deal, entre eles o Corpo Civil de Conservação, a Works Progress Administration e o órgão que a sucedeu, a Agência Federal de Trabalho e a parte trabalhista da National Recovery Administration. Por meio da Lei da Segurança Social de 1935, ela estabeleceu benefícios para desempregados, aposentadoria para idosos que na época não eram cobertos pelo sistema governamental e medidas para garantir a melhoria do funcionamento do Estado de bem-estar social. Ela ajudou na criação de leis para reduzir os acidentes de trabalho e leis contra o trabalho infantil. Através da Lei de Padrões Justos de Trabalho, ela estabeleceu as primeiras leis americanos sobre salário minimo, horas extras e sobre a jornada padrão de trabalho de 40 horas semanais. Ela foi responsável por formar uma política governamental para trabalhar com sindicatos e ajudar a aliviar greves por meio do Serviço Federal de Conciliação dos EUA.

## Secretária do Trabalho (1933-1945)

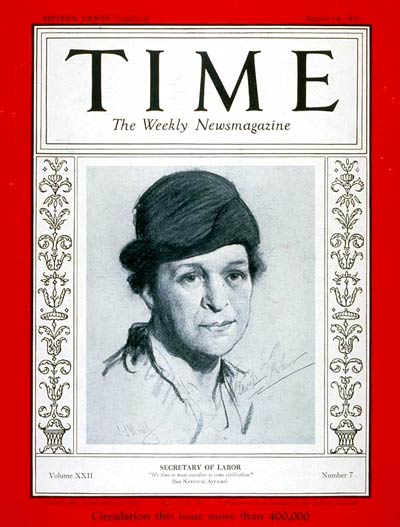
Secretária do Trabalho Perkins na capa da Time (14 de agosto de 1933)

Em 1933, o então presidente Roosevelt nomeou Perkins como Secretária do Trabalho dos Estados Unidos. A nomeação foi recebida com apoio da Liga Nacional de Mulheres Votantes e do Partido das Mulheres. A Federação Americana do Trabalho criticou sua nomeação devido a uma suposta percepção de falta de vínculo com o trabalhismo. Como secretária, Perkins supervisionou o Departamento de Trabalho Americano, tendo ocupado o cargo por doze anos, mais do que qualquer outro Secretário do Trabalho na história do país. Ela se tornou a primeira mulher a ocupar uma posição no gabinete presidencial dos Estados Unidos e, dessa maneira, tornou-se a primeira mulher a entrar na linha de sucessão presidencial. A nomeação de uma mulher para o gabinete já havia ocorrido nos quatro governos anteriores, com Perkins sendo a primeira a ser aprovada pelo Senado, e consequentemente, a primeira a assumir o cargo de maneira não-interina. Roosevelt havia testemunhado o trabalho de Perkins em primeira mão durante seu tempo em Albany. Com poucas exceções, o presidente Roosevelt apoiou consistentemente as diversas metas e programas da Secretária Perkins enquanto ela trabalhou ao seu lado.
Como Secretária do Trabalho, Perkins desempenhou um papel fundamental no gabinete, escrevendo a legislação do New Deal, incluindo leis de salário mínimo. Sua contribuição mais importante, no entanto, veio em 1934 como presidente do Comitê de Segurança Econômica (CES) do presidente. Neste cargo, ela esteve envolvida em todos os aspectos dos relatórios, incluindo a sua participação na criação do Corpo Civil de Conservação e dos She-She-She Camps. Perkins também elaborou a Lei de Segurança Social de 1935. Para infelicidade da secretária, seu marido escapou de uma instituição mental no dia em que o projeto foi sancionado.
Em 1939, ela foi criticada por membros do Congresso por se recusar a deportar o chefe comunista de um sindicato chamado "União Internacional de Longshore e Armazéns da costa oeste", Harry Bridges. Em última análise, no entanto, Bridges foi julgado pelo Supremo Tribunal dos EUA.
Com a morte do Presidente Roosevelt, Harry Truman ascendeu ao cargo em 12 de abril de 1945. Truman escolheu seu próprio gabinete, entre eles Lewis B. Schwellenbach como Secretário do Trabalho. O mandato de Perkins como secretária terminou no dia 30 de junho de 1945 com a tomada de posse de Schwellenbach.